# Nuria Espallargas
Nuria Espallargas Álvarez (Esplugas de Llobregat, Barcelona, 3 de abril de 1979) es una española investigadora, emprendedora tecnológica y profesora, catedrática en la universidad de ciencia y tecnología de Noruega (NTNU) y directora de tecnología (CTO) en la empresa Seram Coatings. Sus principales campos de investigación son química, tecnología, superficie y tribología.

## Biografía
Desde pequeña fue siempre muy curiosa y tenía mucha tendencia por las cosas prácticas. Las asignaturas de ciencias eran las que más le gustaban. Aunque la biología nunca ha sido lo suyo. Así que se decantó por la química y la tecnología.
Empezó la carrera de química en el año 1997, y dentro de esa carrera se especializó en ciencia de materiales, que era la especialidad más tecnológica. Hizo un máster en química y decidió empezar un doctorado en ciencias de los materiales y metalurgia, porque al terminar la carrera después de unas prácticas de verano en una empresa, se dio cuenta de que la industria no era lo suyo. Necesitaba ir más allá. Cuando estaba haciendo el doctorado se interesó por un material basado en carburo de silicio (SIC), pero siguió con su tesis.
Aunque se planteó la posibilidad de hacer el doctorado fuera de España, toda su educación universitaria transcurrió en la Universidad de Barcelona. Fue al terminar su tesis doctoral cuando decidió buscar una plaza posdoctoral en otro país.

### Trayectoria profesional
En 2009 trabajó como profesora titular de la universidad de ciencia y tecnología en Noruega (NTNU), en el  departamento de mecánica e ingeniería industrial. Ese mismo año, obtuvo financiación para poder dirigir un proyecto de tesis, y aprovechó esta oportunidad para trabajar el SIC. Pudo contratar a un estudiante predoctoral, que ya estaba familiarizado con el material basado en carburo de silicio (SIC). Así surgió, uno de los materiales sintéticos más duros del mundo. Desde 2011 lideró el Centro Gemini "Tribología" en la universidad. En 2012 obtuvo la plaza de catedrática, convirtiéndose en la mujer catedrática más joven de esta universidad.
"El momento para animar a las mujeres a hacer lo que se propongan empieza en la guardería. Es ahí donde se empiezan a marcar las diferencias de género y dónde los niños empiezan a tener modelos y roles a seguir".
La invención del material ThermaSic, permitió en 2014 crear la empresa Seram Coatings, siendo Espallargas coinventora, cofundadora y directora tecnológica (CTO).

## Publicaciones
- Publicaciones de Nuria Espallargas.[8] i BIBSYS
- Publicaciones de Nuria Espallargas.[9]  Sistema de documentación de investigación CRIStin

## Premios y reconocimientos
- "Premio a la Innovación Joven" de Technoport, un premio nacional dirigido a mujeres emprendedoras, especialmente en tecnología y ciencia, en 2015.[10]
- Nominada para el «Premio KOM», que se otorga al mejor comunicador de la Facultad de Tecnología, NTNU, en 2015.[11]
- Premio a la empresaria de tecnología femenina del año: "Mujer emprendedora 2017". Otorgado por Innovation Norway y el Ministerio de Comercio e Industria.  Fue la primera vez que este premio recibió un enfoque especial en tecnología.[12]

- Finalista a los Premios Europeos a Mujeres Innovadoras 2019, por ser la inventora del ThermaSic.[1][13][4]